# 拉哈特糖果点心厂
拉哈特糖果点心厂是一家哈萨克斯坦糖果制造企业。公司成立于1942年，源于苏德战争期间自莫斯科、哈尔科夫撤至阿拉木图的糖果厂，1992年改组为股份公司并定名为拉哈特，2013年被韩国企业乐天制果收购。现今拉哈特在阿拉木图、奇姆肯特两地设有分厂，为哈萨克斯坦国内最大糖果公司之一。

## 历史
拉哈特糖果点心厂源自阿拉木图糖果厂。第二次世界大战中，苏联前线的工厂撤往后方。1942年3月，莫斯科、哈尔科夫的一些糖果生产设备转移到后方的阿拉木图，在阿拉木图一家酒精饮料厂内开始制造糖果。这便是阿拉木图糖果厂的开端。当时工厂生产的糖果供应了前线、医院和儿童福利院。
二战之后，糖果厂得到扩建。1964年，工厂添建了巧克力车间和糖果车间。1978至1979年间，工厂新建了行政大楼、员工餐厅、员工医院等建筑设施。
苏联解体、哈萨克斯坦独立之后，国营阿拉木图糖果厂于1992年改组为股份公司，定名拉哈特，并将拉哈特注册为商标。2001年，公司在奇姆肯特的生产线投入使用。2013年，韩国乐天集团旗下的乐天制果股份有限公司分两次收购了拉哈特的股权，收购之后乐天制果持有的股份占总数的99.75％。

## 产品
拉哈特公司生产的糖果涵盖10大类，超过250个品种，包括巧克力、糖果、饼干等。拉哈特是哈萨克斯坦国内唯一一家可为糖尿病人生产食品的公司。拉哈特的产品除在哈萨克斯坦国内销售之外，还出口俄罗斯、中国、蒙古、塔吉克斯坦、阿富汗、德国等多个国家。